# مینروا نوآور

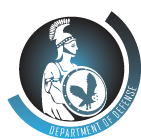
لوگو ی پژوهشگاه نوآور مینروا

پژوهشگاه نوآور مینروا (به انگلیسی: Minerva Research Initiative) در سال ۲۰۰۸ از سوی رابرت گیتس وزیر دفاع ایالات متحده اعلام و آغاز به کار کرد. مینروا در جستجوی انجمن‌ها و پژوهشگران متخصص برای بهره‌برداری از آن‌ها در رابطه با اسلام، عراق و چین و زمینه‌های وابسته به این موضوعات می‌باشد.

در ۲۰۰۸ این پرژوه ۵۰ میلیون دلار از وزارت دفاع ایالات متحده دریافت نموده که در پنج موضوع پژوهشی زیر هزینه شده:
- نخست: چین
- دوم: تروریسم
- سوم: عراق
- چهارم: اسلام
- پنجم: نامشخص و هنوز باز است.

مینروا پژوهشکده‌ای بحث‌برانگیز بوده‌است. اگر چه بسیاری از پژوهشگران از آن پشتیبانی می‌کنند، برخی از پژوهشگران نیز درباره بودجه آن هشدار داده‌اند.

## جستارهای دیگر
- آژانس امنیت ملی ایالات متحده آمریکا